# حمید نطقی
حمید نطقی (۱۱ شهریور ۱۲۹۹ – ۲۵ تیر ۱۳۷۸) نویسنده، مؤلف، شاعر، استاد دانشگاه و پایه‌گذار روابط عمومی اهل ایران بود.

## زندگینامه

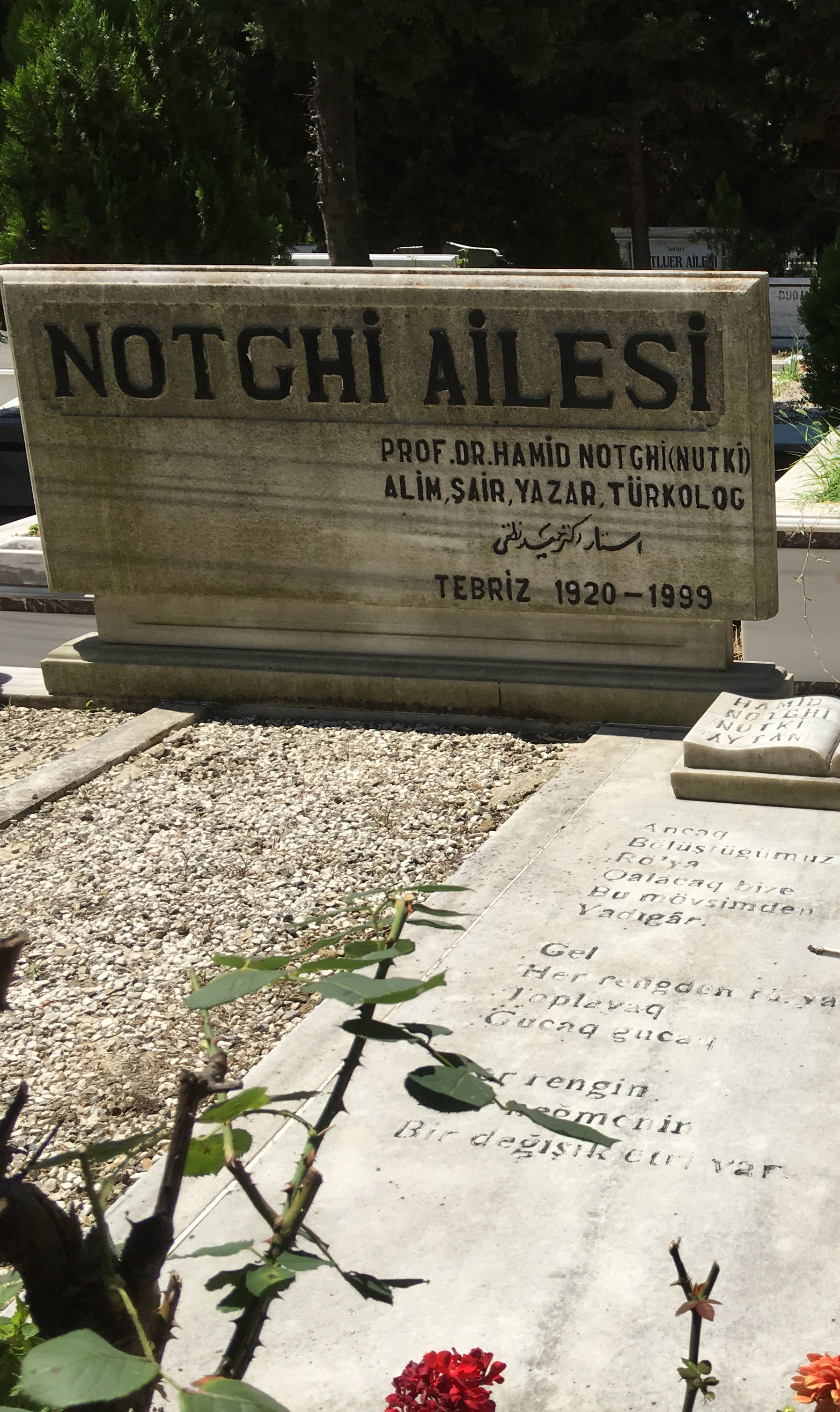
تصویری از مدفن حمید نطقی

حمید نطقی در اواخر دوران قاجاریه به سال ۱۲۹۹ در تبریز زاده شد. وی پس از طی تحصیلات ابتدایی در شهر خود، با خانواده‌اش به آستارا مهاجرت کرد و تحصیلات متوسطه را در دبیرستان حکیم نظامی ادامه داد. وی در همان دوران با نیما یوشیج که در آستارا تدریس می‌کرد، آشنا شد. سپس جهت ادامه تحصیلات عالیه در رشته حقوق وارد دانشگاه تهران شد و در سال ۱۳۲۱ با اخذ لیسانس دانش‌آموخته شد. حمید نطقی بلافاصله جهت تحصیل در رشته دکتری حقوق قضایی به ترکیه رفت و در دانشگاه استانبول مشغول تحصیل شد. همزمان در این دانشگاه فعالیت‌ها و همکاری‌هایی با نشریه‌های ادبی نیز داشت. وی پس از اتمام تحصیل از سال ۱۳۲۷ استخدام شرکت نفت ایران-انگلیس شد. به عنوان مشاور هیئت مدیره کنسرسیوم و در شاخه ارتباط با مطبوعات اداره اطلاعات و انشارات شرکت نفت مشغول به کار گردید؛ و از سال ۱۳۳۰ در امور روابط‌عمومی شرکت نفت مشغول فعالیت شد. پس از تأسیس مؤسسه عالی روزنامه‌نگاری و روابط عمومی، بنا به درخواستی که از وی جهت مدیریت روابط عمومی و تدریس دروس تخصصی مؤسسه شد، از ادامه فعالیت در شرکت نفت استعفاء داد و به صورت تمام وقت با مؤسسه عالی روزنامه‌نگاری و روابط عمومی همکاری داشت. نطقی در سال ۱۳۵۰ کتاب، مدیریت و روابط عمومی، را تألیف نمود و سفری کوتاه به آمریکا جهت بررسی نحوه آموزش رشته روابط‌عمومی داشت، حمید نطقی تا پایان دوران دودمان پهلوی رئیس گروه آموزشی روابط عمومی بود؛ که پس از انقلاب ۱۳۵۷ رشته روابط‌عمومی از نظام آموزشی کشور حذف و حمید نطقی به صورت پراکنده در واحدهای روابط‌عمومی کشور، دانشکده علوم اجتماعی دانشگاه علامه طباطبایی مشغول فعالیت شد و در پی تلاش‌های ایشان به همراه کاظم معتمدنژاد رشته علوم ارتباطات اجتماعی را در سال ۱۳۶۸ مجدداً در داخل دانشکده علوم اجتماعی دانشگاه علامه طباطبایی احیاء کرد. حمید نطقی که به عنوان بنیان‌گذار و پدر روابط‌عمومی نوین ایران شناخته می‌شود در ۲۵ تیر ماه سال ۱۳۷۸ درگذشت.

## جایزه دکتر حمید نطقی
کنفرانس بین‌المللی روابط عمومی ایران، جایزه دکتر نطقی که یک جایزه علمی است در دو سطح ملی و بین‌المللی به منظور تقدیر از خدمات و تلاش‌های علمی، تحقیقاتی و نوآورانه افراد مؤثر در توسعه و اعتلای روابط عمومی، اعطاء می‌شود. از جمله کسانی که جایزه ملی دکتر نطقی را گرفته‌اند می‌توان از عبدالله جاسبی، محمدباقر قالیباف و میرزا بابا مطهری‌نژاد استاد و پیشکسوت روابط عمومی و عضو هیئت مدیره انجمن روابط عمومی ایران و سرشناس‌ترین دارندگان جایزه بین‌المللی دکتر نطقی نیز می‌توان از کاظم معتمدنژاد پدر ارتباطات نوین ایران، علی اکبر جلالی پدر علم فناوری اطلاعات در ایران و جیمز گرانیگ استاد ممتاز روابط عمومی در گروه ارتباطات دانشگاه مریلند کالج پارک آمریکا اشاره کرد.

## آثار
حمید نطقی از بنیان‌گذاران و همکاران جواد هیئت، در نشریه وارلیق بود. وی علاوه بر آثار فراوانی که در رشته روابط عمومی و ارتباطات دارد، در زمینه شعر و نثر نیز آثار زیادی به یادگار گذاشته‌است. از جمله آثار مهم وی عبارتند:
- یک‌ساعت با قاآنی
- کتاب‌های مدیریت و روابط عمومی
- باورها و تبلیغات سیاسی- تعاملی در زمینه شعر و ادبیات. اشعار فارسی (نوشته‌ای قدیمی)
- جاده شراب (داستان‌های کوتاه فارسی)، گناه‌های جوانی. از هر رنگ (اشعار ترکی: هر رنگدن)
- از دیروز تا امروز (اشعار ترکی: دونندن بوگونه) و پایان هزاره (مین-ایلین سونو).